# Oliver Nägele
Oliver Nägele (* 1957 in Frankfurt am Main) ist ein deutscher Schauspieler.

## Leben und Werk
Oliver Nägele absolvierte seine Schauspielausbildung an der Westfälischen Schauspielschule Bochum. Die erste Theaterstation in seiner Schauspielerlaufbahn waren die Städtischen Bühnen in Bremen. Es folgten Engagements in Stuttgart, in seiner Heimatstadt Frankfurt und unter Intendant Frank-Patrick Steckel am Schauspielhaus Bochum. 1996 wurde er von Dieter Dorn an die Münchner Kammerspiele gerufen. Mit Dorn wechselte er 2001 an das Bayerische Staatsschauspiel. Seine erste Rolle unter Dorn hatte er in der Botho-Strauß-Produktion Ithaka als Sauhirt Eumaios. Neben einem weiteren Straußstück spielte er an den Kammerspielen den Trigorin in Anton Pawlowitsch Tschechows Die Möwe. Franz Xaver Kroetz besetzte ihn als Propst in Herr Puntila und sein Knecht Matti von Bertolt Brecht.
Am Bayerischen Staatsschauspiel spielte er unter Dieter Dorn den Salerio in Der Kaufmann von Venedig von William Shakespeare. Weitere Regisseure, mit denen Nägele hier bisher arbeitete, waren Jan Bosse, Florian Boesch, Elmar Goerden, Harald Clemen, Hans-Ulrich Becker und Benjamin Walther.
Mit der Spielzeit 2019/20 wechselte er in das Ensemble des Burgtheaters Wien.
Unter der Regie von Doris Dörrie war Oliver Nägele seit 1991 in mehreren Kinofilmen zu sehen: 1991 war er am Projekt Happy Birthday, Türke! beteiligt und 1993 drehten Doris Dörrie und Oliver Nägele gemeinsam Keiner liebt mich. Auch in ihren Filmen Bin ich schön? (1997) und Der Fischer und seine Frau (2004) war Oliver Nägele zu sehen. Zuletzt arbeiteten die beiden 2012 bei Glück zusammen.
Auch wenn der Schwerpunkt seiner schauspielerischen Tätigkeit auf der Theaterarbeit liegt, ist Nägele neben mehreren Kinoengagements wiederkehrend im deutschen Fernsehen vertreten. So wirkte der Schauspieler unter anderem in deutschen Krimiserien wie Tatort (1999 und 2007), SK Kölsch (2000), Der Bulle von Tölz (2001), SOKO 5113 (2007) und Polizeiruf 110 (2007) mit. Des Weiteren bewies er sein komödiantisches Talent unter anderem in der Serie Edel & Starck (2003) und 2005 im Film Ich Chef, du nix. 2018 und 2019 war er in den Staffeln 9 und 10 bei Pastewka in einer durchgehenden Nebenrolle zu sehen.
Oliver Nägele ist verheiratet und hat zwei Kinder.

## Filmografie (Auswahl)

### Kino
- 1991: Happy Birthday, Türke!
- 1994: Keiner liebt mich
- 1995: Pakten
- 1998: Bin ich schön?
- 2001: Sass – Die Meisterdiebe
- 2001: Der kleine Mann
- 2005: Der Fischer und seine Frau
- 2009: Die Päpstin
- 2011: Die Superbullen
- 2011: Almanya – Willkommen in Deutschland
- 2012: Glück
- 2016: Der Hund begraben
- 2021: Trübe Wolken
- 2024: Münter & Kandinsky

### Fernsehen
- 1984: Tatort: Rubecks Traum (Fernsehreihe)
- 1998: Todfeinde – Die falsche Entscheidung
- 1999: Sweet Little Sixteen
- 1999: Tödliche Schatten
- 1999: Der Solist – Kein Weg zurück
- 1999: Ganz unten, ganz oben
- 1999: Zum Sterben schön
- 1999: Tatort: Norbert
- 2000: Ben & Maria – Liebe auf den zweiten Blick
- 2000: Bei aller Liebe (Fernsehserie, 2 Folgen)
- 2001: Der Solist – Niemandsland (Fernsehreihe)
- 2001: SK Kölsch (Fernsehserie, Folge Tod eines Tänzers)
- 2001: Ein unmöglicher Mann (Fernsehserie)
- 2001: Der Bulle von Tölz: Tödliches Dreieck
- 2002: Der Solist – In eigener Sache
- 2003: Der Solist – Kuriertag
- 2003: Mit Herz und Handschellen (Fernsehserie, Folge Mitten ins Herz)
- 2003: Küss niemals einen Flaschengeist
- 2003: Weihnachtsmann über Bord
- 2004: Edel & Starck (Fernsehserie, Folge Knastbruder Felix)
- 2004: Verfluchte Beute
- 2004: Die Verbrechen des Professor Capellari – Ein Toter kehrt zurück (Fernsehreihe)
- 2004: Die schöne Braut in Schwarz
- 2004: Schöne Witwen küssen besser
- 2005: Der Fischer und seine Frau
- 2006: Silberhochzeit
- 2006: Das total verrückte Wunderauto
- 2006: Franziskas Gespür für Männer
- 2007: Ohne einander
- 2007: Die Copiloten
- 2007: Ich Chef, du nix
- 2007, 2020: SOKO 5113/SOKO München (Fernsehserie, verschiedene Rolle, 2 Folgen)
- 2008: Polizeiruf 110: Wie ist die Welt so stille (Fernsehreihe)
- 2008: Tatort: Verdammt
- 2009: Tatort: Kassensturz
- 2009: Der Bulle von Tölz: Abenteuer Mallorca
- 2009: SOKO Köln (Fernsehserie, Folge Trilogie des Todes)
- 2009, 2011: Die Rosenheim-Cops (Fernsehserie, verschiedene Rollen, 2 Folgen)
- 2011: Der Bulle und das Landei – Babyblues (Fernsehreihe)
- 2011: Tatort: Ein ganz normaler Fall
- 2011: Friedrich – Ein deutscher König (Doku-Spielfilm)
- 2012: Der Dicke/Die Kanzlei (Fernsehserie, Folge Das dicke Ende)
- 2012: Rommel
- 2012: Heiter bis tödlich: Fuchs und Gans (Fernsehserie, Folge Schatzilein)
- 2013: Hubert und Staller – Die ins Gras beißen
- 2013: Mord in bester Gesellschaft: In Teufels Küche (Fernsehreihe)
- 2015: Ellerbeck (Fernsehserie, 5 Folgen)
- 2015: Der Alte (Fernsehserie, Folge Vaterliebe)
- 2018: SOKO Stuttgart (Fernsehserie, Folge Crashman)
- 2018–2019: Pastewka (Fernsehserie, 7 Folgen)
- 2019: Villa Eva
- 2019:  Kroymann (Fernsehserie, 1 Folge)
- 2020: Inga Lindström: Das gestohlene Herz (Fernsehreihe)

## Theater (Auswahl)
- Seit 2001 am Residenztheater München
  - "Tod eines Handlungsreisenden", Rolle: Biff, Regie: Tina Lanik
  - "Androklus und der Löwe", Rolle: Ferrovius, Regie: Dieter Dorn
  - "Floh im Ohr", Regie: Dieter Dorn
  - "Maria Stuart", Rolle: Amias Paulet, Regie: Amélie Niermeyer
  - "Aias", Rolle: Aias, Regie: Benjamin Walther
  - "Nathan der Weise", Rolle: Sutan Saladin, Regie: Elmar Goerden
  - "Titus Andronicus", Rolle: Aaron, Regie: Elmar Goerden
  - "Torquato Tasso", Rolle: Alphons, Regie: Jan Bosse
  - "Amphitryon", Rolle: Merkur, Regie: Dieter Dorn
  - "Der Kaufmann von Venedig", Rolle: Salerio, Regie: Dieter Dorn
- 1996–2001: Münchner Kammerspiele
- 1986–1995: Schauspielhaus Bochum
- 1984–1986: Schauspiel Frankfurt
- 1982–1984: Staatstheater Stuttgart

## Auszeichnungen
- 2016: Kurt-Meisel-Preis der Freunde des Residenztheaters e. V. für herausragende künstlerische Leistung